# Sant'Egidio del Monte Albino
Sant'Egidio del Monte Albino est une commune italienne de la province de Salerne, dans la région Campanie.

## Géographie
Située au pied des montagnes Lattari, elle est située à proximité de la vallée de la rivière Sarno, non loin de Naples et de Salerne.

## Histoire

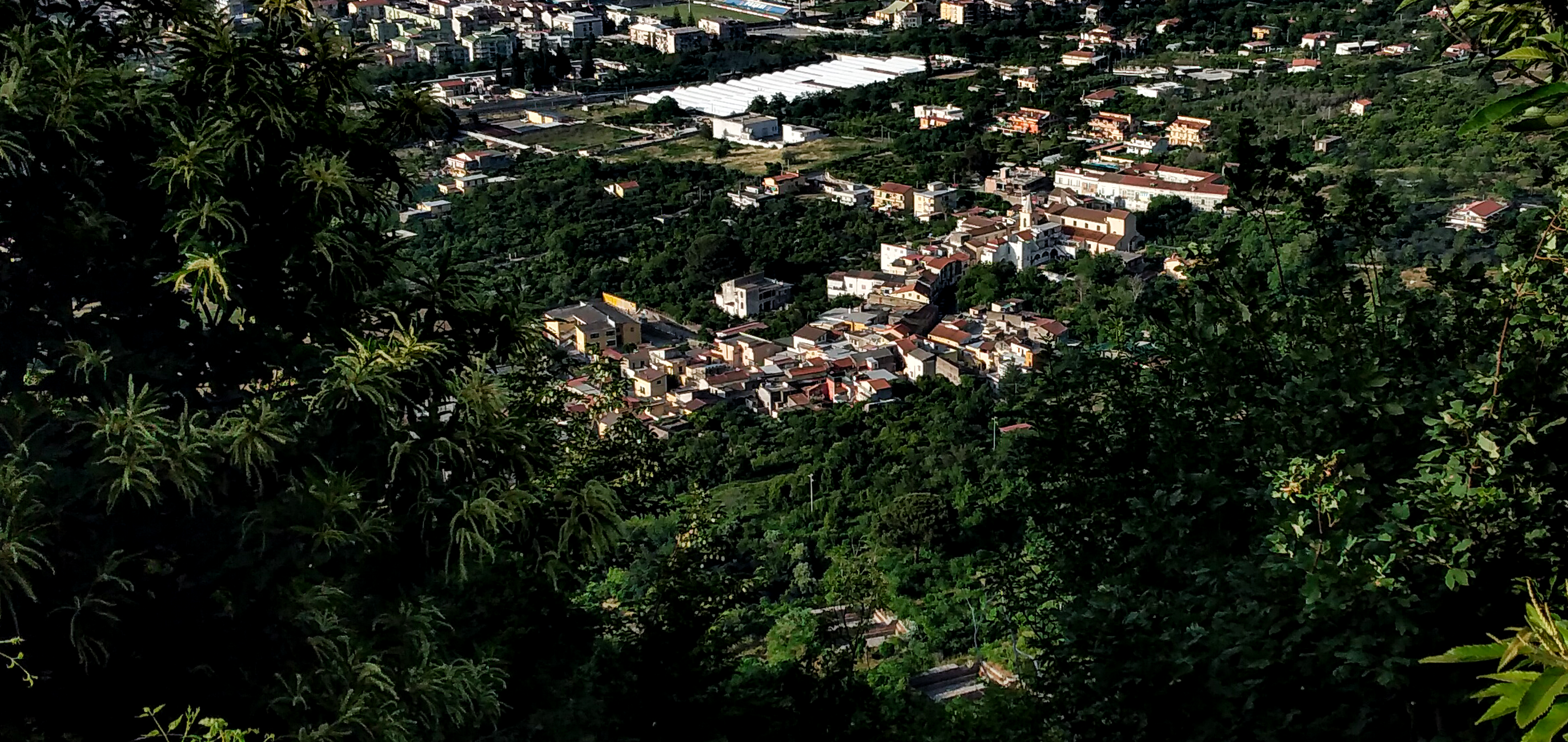
Le centre historique de Sant'Egidio.

À l'époque romaine, des villas et un aqueduc ont été construits dans cette zone.
Au VIIIe siècle, les nocerini qui s'étaient échappés de Nuceria Alfaterna s'y réfugièrent et les moines fondèrent l'abbaye de San Nicola et Sant'Egidio, qui devint plus tard Santa Maddalena in Armillis.
À partir du XVe siècle, elle était connue sous le nom d'Universitas Sanctii Ægidii, faisant partie de Nocera dei Pagani, à la fin du XVIe siècle, la ville de Corbara s'en sépara et devint une université autonome. En 1806, la municipalité de Sant'Egidio est née. En 1928 c'était, pendant quelques années, une fraction de la municipalité d'Angri.
Le poète et compositeur Aniello Califano était de Sant'Egidio, qui a écrit la célèbre chanson 'O surdato 'nnammurato.

## Économie
L'agriculture et le tourisme sont les principales sources de revenus de la petite ville de Campanie.

## Culture
Le poète et compositeur Aniello Califano était de Sant'Egidio, qui a écrit la célèbre chanson 'O surdato 'nnammurato.

## Événement commémoratif

### Défilé historique
Il est organisé par la Pro Loco chaque année le troisième samedi et le troisième dimanche de septembre dans l'ancien centre historique. Parmi les manifestations de Sant'Egidio, c'est certainement la plus importante et celle qui a la plus haute valeur culturelle. Mêlant culture, traditions et folklore, elle s'est hissée en quelques années aux honneurs de l'attention régionale, avec des parutions dans des journaux, des revues, des revues culturelles. Pendant les deux jours de l'événement, des personnages en costumes d'époque font un beau spectacle à l'intérieur des cours caractéristiques des XVIe et XVIIe siècles, rappelant des moments de la vie du passé, des anciens métiers et offrant la dégustation de plats préparés avec des produits locaux typiques, tels que comme les pâtes fusillo et sciuanelle, les confitures d'agrumes, etc. En résumé, le visiteur, accompagné de chants et de musique, effectue un véritable voyage dans le passé, admirant les caractéristiques urbaines et artistiques d'un village resté intact au fil des siècles. Avec cet événement, la Pro Loco a eu le mérite incontestable de faire un véritable travail de marketing d'un centre historique, riche d'histoire, de traditions, d'art et de culture à quelques kilomètres des sites les plus intéressants de Campanie.
Le site officiel de l'événement est www.icortilidellastoria.it
Il s'agit de la reconstitution en costume de l'élection du maire particulier de l'ancienne université de Sant'Egidio qui s'est déroulée sans interruption du début du XVIe siècle à 1806, année où, en raison de la loi d'abolition de la féodalité de Giuseppe Bonaparte , roi de Naples, les universités sont supprimées et les municipalités établies. Pour la ferme de Sant'Egidio, ce fut un événement d'une grande importance historique, destiné à avoir un impact profond sur l'avenir de la communauté. En effet, à la suite de la loi Bonaparte, Sant'Egidio del Monte Albino a rompu ses liens séculaires avec la ville de Nocera, une confédération de hameaux qui, avec un système de type « fédéraliste », régie par une constitution dite « Laudo Baldini » , reliaient administrativement les hameaux d'un territoire assez étendu, qu'aujourd'hui nous pourrions identifier grossièrement dans le district qui de Nocera Superiore atteint Corbara. La commémoration vise donc à transmettre aux jeunes générations un moment fondamental qui a caractérisé la vie des anciennes communautés Nocera : l'élection de leurs représentants institutionnels. Il a lieu le troisième dimanche de septembre avec le défilé des participants dans les rues de la ville et deux représentations : la salutation au représentant du gouverneur de la ville de Nocera dans le cimetière de Santa Maria delle Grazie et la commémoration de l'élection. du maire (avec le système de haricots et de noix placés dans un sac) dans le cimetière de l'abbaye de Santa Maria Maddalena. Née à l'initiative de l'Association pour l'élection des maires universels de la ville de Nocera, elle bénéficie aujourd'hui de la collaboration de l'Association « Maggio nel '600 » de Nocera Inferiore, « Communauté sur le chemin » de Pagani, « Drapeau -vagues et musiciens Nocera de 'Pagani », et le conseil historique et scénographique de la Pro Loco de Sant'Egidio del Monte Albino.

## Fêtes, foires
Le 6 décembre est le jour férié de la ville, où Saint-Nicolas est vénéré.

## Administration
| Période                                  | Période | Identité | Étiquette | Qualité |
| ---------------------------------------- | ------- | -------- | --------- | ------- |
|                                          |         |          |           |         |
| Les données manquantes sont à compléter. |         |          |           |         |

### Communes limitrophes
Angri, Corbara, Pagani, San Marzano sul Sarno, Tramonti.